# Blue Crush 2
Série
Blue Crush
(2002)
Pour plus de détails, voir Fiche technique et Distribution.
Blue Crush 2 est un film américain réalisé par Mike Elliott, sorti en 2011.

## Synopsis
Dana, une californienne, part en Afrique du Sud pour y accomplir le rêve de sa mère décédée : y surfer.

## Fiche technique
- Titre : Blue Crush 2
- Réalisation : Mike Elliott
- Scénario : Randall McCormick
- Musique : J. Peter Robinson
- Photographie : Trevor Michael Brown
- Montage : Roderick Davis
- Production : Mike Elliott
- Société de production : Imagine Entertainment, Moonlighting Films, Universal Pictures et Capital Arts Entertainment
- Pays :  États-Unis et  Afrique du Sud
- Genre : Drame et romance
- Durée : 113 minutes
- Dates de sortie : 
  -  États-Unis : 7 juin 2011
  -  France : 2 août 2011

## Distribution
- Sasha Jackson (VF : Adeline Moreau) : Dana
- Elizabeth Mathis (VF : Marie Tirmont) : Pushy
- Ben Milliken (VF : Fabrice Fara) : Tim
- Sharni Vinson : Tara
- Chris Fisher : Grant
- Gideon Emery : Joel
- Rosy Hodge : Catherine
- Rodger Halston : Cowboy
- Andrew Lange : Tripper
- Shannon Spooner : Dana enfant
- Katharina Damm : Sugaree
- Grant Baker : Hemp

 Source et légende : version française (VF) sur RS Doublage

## Accueil
R. L. Shaffer pour IGN évoque dans sa critique un film « trop boursouflé ».